# 바다레몬과
바다레몬과(라틴어: Dorididae)는 이새류(바다 민달팽이)의 일종으로, 껍데기가 없고 중간 크기인 색상이 화려한 종류들이 속하는 과다. 바다에 서식하며 귀엽다.